# 安藤智哉
安藤 智哉（あんどう ともや、1999年1月10日 - ）は、愛知県豊田市出身のプロサッカー選手。Jリーグ・アビスパ福岡所属。ポジションはディフェンダー（DF）。日本代表。

## 略歴
愛知学院大学在学中の2018年1月、スペイン遠征を行うU-19日本代表のメンバーに選出された。同年7月にはU-19全日本大学選抜に選出され、スイス遠征に参加した。
2020年11月12日、2021年シーズンからのFC今治加入内定が発表された。2021年3月28日、J3第3節のガイナーレ鳥取戦でJリーグデビューを果たした。2022年は開幕戦から先発に定着しリーグ戦29試合に出場、センターバックながら6得点をマークする活躍を見せJ3ベストイレブンに選出された。
2023年、大分トリニータに完全移籍で加入。
2024年12月、アビスパ福岡に完全移籍で加入。

## 所属クラブ
- SFC梅坪台
- 2011年 - 2013年 豊田市立梅坪台中学校
- 2014年 - 2016年 岡崎城西高等学校
- 2017年 - 2020年 愛知学院大学
- 2021年 - 2022年 FC今治
- 2023年 - 2024年 大分トリニータ
- 2025年 - アビスパ福岡

## 個人成績
| 国内大会個人成績 | 国内大会個人成績 | 国内大会個人成績 | 国内大会個人成績 | 国内大会個人成績 | 国内大会個人成績 | 国内大会個人成績 | 国内大会個人成績 | 国内大会個人成績 | 国内大会個人成績 | 国内大会個人成績 | 国内大会個人成績 |
| 年度             | クラブ           | 背番号           | リーグ           | リーグ戦         | リーグ戦         | リーグ杯         | リーグ杯         | オープン杯       | オープン杯       | 期間通算         | 期間通算         |
| 年度             | クラブ           | 背番号           | リーグ           | 出場             | 得点             | 出場             | 得点             | 出場             | 得点             | 出場             | 得点             |
| 日本             | 日本             | 日本             | 日本             | リーグ戦         | リーグ戦         | リーグ杯         | リーグ杯         | 天皇杯           | 天皇杯           | 期間通算         | 期間通算         |
| ---------------- | ---------------- | ---------------- | ---------------- | ---------------- | ---------------- | ---------------- | ---------------- | ---------------- | ---------------- | ---------------- | ---------------- |
| 2021             | 今治             | 5                | J3               | 15               | 1                | -                | -                | 1                | 0                | 16               | 1                |
| 2022             | 今治             | 5                | J3               | 29               | 6                | -                | -                | 1                | 0                | 30               | 6                |
| 2023             | 大分             | 25               | J2               | 27               | 2                | -                | -                | 0                | 0                | 27               | 2                |
| 2024             | 大分             | 25               | J2               | 37               | 0                | 1                | 0                | 3                | 0                | 41               | 0                |
| 2025             | 福岡             | 20               | J1               |                  |                  |                  |                  |                  |                  |                  |                  |
| 通算             | 日本             | 日本             | J2               | 64               | 2                | 1                | 0                | 3                | 0                | 68               | 2                |
| 通算             | 日本             | 日本             | J3               | 44               | 7                | -                | -                | 2                | 0                | 46               | 7                |
| 総通算           | 総通算           | 総通算           | 総通算           | 108              | 9                | 1                | 0                | 5                | 0                | 114              | 9                |

出場歴
- Jリーグ初出場：2021年3月28日 J3第3節・ガイナーレ鳥取戦（ありがとうサービス. 夢スタジアム）
- Jリーグ初得点：2021年11月21日 J3第28節・ガイナーレ鳥取戦（Axisバードスタジアム）

## タイトル

### クラブ
FC今治
- 愛媛県サッカー選手権大会（2021年）

### 代表
- EAFF E-1サッカー選手権（2025年）

### 個人
- J3リーグ・ベストイレブン（2022年）
- JPFAアワード（J3）・ベストイレブン：1回（2022年）

## 代表歴

### 出場大会
- 日本代表
  - EAFF E-1サッカー選手権（2025年）

### 試合数
- 国際Aマッチ 2試合 0得点（2025年 - ）

| 日本代表 | 国際Aマッチ | 国際Aマッチ |
| 年       | 出場        | 得点        |
| -------- | ----------- | ----------- |
| 2025     | 2           | 0           |
| 通算     | 2           | 0           |

### 出場
| No. | 開催日        | 開催都市 | スタジアム         | 対戦国 | 結果 | 監督   | 大会                       |
| --- | ------------- | -------- | ------------------ | ------ | ---- | ------ | -------------------------- |
| 1.  | 2025年7月8日  | 龍仁     | 龍仁ミルスタジアム | 香港   | ○6-1 | 森保一 | EAFF E-1サッカー選手権2025 |
| 2.  | 2025年7月15日 | 龍仁     | 龍仁ミルスタジアム | 韓国   | ◯1-0 | 森保一 | EAFF E-1サッカー選手権2025 |